# Martin Mooney
Pour les articles homonymes, voir Mooney.
Martin Mooney (né le 17 avril 1896 à New York (États-Unis), mort le 21 janvier 1967 à Los Angeles, Californie) est un scénariste et producteur de cinéma américain. 

## Filmographie

### Comme scénariste
- 1941 : Emergency Landing
- 1941 : Paper Bullets
- 1941 : Mr. Celebrity (en)
- 1941 : Blonde Comet
- 1942 : Broadway Big Shot (en)
- 1942 : The Panther's Claw (en)
- 1942 : Foreign Agent
- 1943 : Affaires non classées (Silent Witness)
- 1943 : Danger! Women at Work
- 1944 : Le Créateur de monstres (en) (The Monster Maker)
- 1944 : Waterfront de Steve Sekely
- 1945 : Détour d'Edgar George Ulmer
- 1946 : San Quentin, de Gordon Douglas
- 1949 : Daughter of the West d'Harold Daniels

### Comme producteur
- 1935 : Agent spécial (Spécial agent) de William Keighley
- 1941 : La Chanson du bonheur (Danny Boy)
- 1941 : Mr. Celebrity (en)
- 1942 : Men of San Quentin
- 1942 : Foreign Agent
- 1944 : Barbe-Bleue (Bluebeard) d'Edgar George Ulmer
- 1944 : The Great Mike
- 1945 : Crime, Inc. (en)
- 1945 : The Phantom of 42nd Street
- 1945 : The Missing Corpse
- 1945 : Dangerous Intruder
- 1945 : Club Havana
- 1945 : Détour d'Edgar George Ulmer
- 1946 : Danny Boy
- 1946 : I Ring Doorbells
- 1946 : Criminal Court
- 1946 : San Quentin, de Gordon Douglas
- 1946 : Cour criminelle de Robert Wise
- 1947 : Devil Ship
- 1948 : The Woman from Tangier
- 1948 : Blonde Ice de Jack Bernhard